# 표도르 오클로프코프
표도르 마트베예비치 오흘롭코프(러시아어: Фёдор Матве́евич Охло́пков; 1908년 3월 3일 – 1968년 5월 28일)는 제2차 세계 대전 당시 소련의 저격수로 429명을 사살했다. 1944년에 첫 420명의 저격 사살 기록을 달성한 후 소비에트 연방영웅 칭호 후보에 올랐으나 불분명한 이유로 거부되었고, 20년이 넘게 지난 1965년 5월 승리의 날 기념일에 맞춰 뒤늦게 칭호를 받았다. 그는 역사상 가장 치명적인 저격수 중 한 명으로 여겨진다.

## 어린 시절
오흘롭코프는 1908년 3월 3일 크레스트-할드자이에서 야쿠트인 농민 가족에게서 태어났다. 12세에 고아가 되어 초등 교육만 받은 그는 어린 나이부터 가족을 부양하기 위해 광산에서 운반공으로 일하고 나중에는 집단 농장에서 기계 조작원으로 일하는 등 다양한 직업을 가졌다. 일하지 않을 때는 오소비아힘에서 사격 훈련에 참석하여 정확성으로 "보로실로프 사수" 배지를 받았다. 그는 1929년부터 콤소몰의 일원이었다.

## 제2차 세계 대전
1941년 9월 붉은 군대에 징집된 그는 375보병사단 1243보병연대의 기관총 사수로 배치되었다. 이 부대는 대부분 시베리아인으로 구성되었으며, 1942년 1월 전사한 그의 형제 바실리도 포함되어 있었다. 저격수가 되기 전, 오흘롭코프는 기관총 사수 분대장이 되었다. 1941년 12월 전선에 도착한 지 채 1년도 되지 않은 1942년 10월, 표도르는 234보병연대로 보내져 숙련된 사수로서의 배경 덕분에 저격수가 되었다. 그보다 앞선 8월에 그는 네 번째로 전투에서 부상을 입었고, 부상의 정도가 심해 이바노보의 병원으로 후송되어야 했다. 그 달 그의 사단은 적의 공격으로 인력의 거의 80%를 잃었다. 저격수로 전선에 복귀한 후, 그는 빠르게 사살 기록을 늘려 다양한 훈장을 받았다. 정확한 사격술로 동료들 사이에서 명성을 얻었으며, 목표물을 맞추기 위해 한 발 이상 발사하는 경우는 거의 없었다. 그는 적 저격수들과 장기적인 결투를 벌였고, 그들이 위치를 드러낼 때까지 기다렸다가 한 발을 발사했다. 저격 활동 외에도 대전차 소총을 발사하는 법을 배웠고 적진 뒤 정찰 임무에 참여했다. 1944년 6월 7일, 그는 420명의 적군을 사살한 공로로 소비에트 연방영웅 칭호 후보에 올랐으나, 나중에 적기훈장으로 강등되었다. 그 달 23일, 1944년 6월 23일 그는 벨로루시를 위한 치열한 전투 중에 심각한 흉부 부상을 입었다. 이는 그가 전투에서 12번째로 부상을 입은 것이었다. 의료 부대로 공수된 후 그는 전선 후방의 병원에서 회복하도록 보내졌지만, 부상의 정도가 심해 전쟁이 끝나기 직전인 1945년 봄까지 군 복무에 부적합한 상태였다. 전쟁이 끝날 무렵 그의 공식적인 저격 사살 기록은 429명의 적군이었으며, 기관총으로 사살한 추가 27명의 적군은 포함되지 않았다.

## 전후
1945년 6월 24일 모스크바 승리의 날 열병식에 참가한 후 그는 군에서 제대했다. 고향으로 돌아온 그는 동포들의 열렬한 환영을 받았지만, 많은 동료들은 그의 저격 기록에도 불구하고 그가 왜 황금별을 받지 못했는지 궁금해했다. 그 후 1949년까지 그는 타틴스키 지구 공산당 위원회 군사부를 이끌었으며, 1946년에는 최고 소비에트 민족회의 의원이 되었다. 1949년부터 1951년까지 그는 타틴스키 모피 조달 사무소 소장을 지냈고, 그 후 1954년까지 야쿠츠크 육류 신탁의 타틴스키 지구 사무소 관리자로 일했다. 1954년부터 1960년 은퇴할 때까지 그는 집단 농장에서 일했다. 1965년 5월 6일, 그는 뒤늦게 소비에트 연방영웅 칭호와 레닌 훈장을 받았지만, 불과 몇 년 후인 1968년 5월 28일에 사망했다. 그와 그의 아내 안나(아내에게는 모성영웅이 수여되었다)는 열 명의 자녀를 두었다.

## 수상 경력
- 소비에트 연방영웅 (1965년 5월 6일)[6]
- 레닌 훈장 (1965년 5월 6일)[6]
- 적기훈장 (1944년 7월 26일)[7]
- 조국 전쟁 훈장 2급 (1943년 10월 17일)[8]
- 두 개의 적성훈장 (1942년 8월 27일 및 1942년 12월 4일)[9]
- 용기 메달 (1944년 7월 18일)[10]
- 전역 및 기념 메달